# 319 هـ
319 هـ هي سنة في التقويم الهجري امتدت مقابلةً في التقويم الميلادي بين سنتي 931 و932.

## مواليد
- أبو سليمان الخطابي
- ابن فورك

## وفيات
- أسلم بن عبد العزيز الأموي
- محمد بن فطيس الإلبيري

- أبو الحسين الوراق
- ابن مسرة